# Down by the River
«Down by the River» es una canción del músico canadiense Neil Young, publicada en el álbum de estudio Everybody Knows This Is Nowhere. La canción, grabada con el respaldo del grupo Crazy Horse, fue también lanzada como sencillo promocional. Young explicó la historia de la canción en las notas del recopilatorio Decade (1977), donde mencionó que había compuesto «Down by the River», «Cinnamon Girl» y «Cowgirl in the Sand» en su cama de Topanga con 39,5 °C de fiebre.

## Historia
La letra de «Down by the River» trata aparentemente sobre un hombre que mata a su amante, en la tradición de canciones de mediados de la década de 1960 como «Hey Joe». La razón que da para matarla es que lo dirige a alturas emocionales que no puede afrontar. No obstante, Young ha dado múltiples explicaciones para la letra. En una entrevista con Robert Greenfield en 1970, Young comentó que «no hay un asesinato real en él. Es una súplica, un grito desesperado». Por otra parte, en un concierto ofrecido en Nueva Orleans el 27 de septiembre de 1984, Young afirmó que representa a un hombre «con un gran problema de autocontrol» que sorprende a su mujer engañándole, luego se reúne con ella en el río y le dispara. Pocas horas después, el sheriff llega a su casa y le arresta.
«Down by the River» comienza con sendas guitarras eléctricas seguidas de una línea de bajo y de una caja que entran después de comenzar la voz. El tema contiene también largos intermedios instrumentales durante los cuales Young toca breves notas con staccato en la guitarra, a los que añade distorsión.
El crítico Rob Sheffield, de la revista Rolling Stone, definió «Down by the River» y «Cowgirl in the Sand» las «piezas maestras» de Everybody Knows This Is Nowhere, y las calificó como «largas y violentas improvisaciones, divagando sobre una marca de nueve minutos sin trazos de virtuosismo alguno, solo ráfagas de guitarra con staccato sonando como si Young cayese en paracaídas en medio del conflicto entre los Hatfield y los McCoy». En un mismo solo de guitarra, el mismo staccato se repite 38 veces.

## Personal
- Neil Young: voz y guitarra eléctrica
- Crazy Horse:
  - Danny Whitten: guitarra eléctrica y coros
  - Billy Talbot: bajo
  - Ralph Molina: batería y coros